# ミシェル・ウエルベック
ミシェル・ウエルベック（Michel Houellebecq [miʃɛl wɛlˈbɛk], 1956年2月26日 - ）はフランスの小説家、詩人。

## 経歴
フランスの海外県であるインド洋の孤島レユニオンにミシェル・トマ（Michel Thomas）として生まれる。父はスキーインストラクター兼登山ガイド、母は麻酔専門医であったが、両親がはやくに幼いウエルベックの育児を放棄したため（その後離婚）、6歳のときよりパリのセーヌ＝エ＝マルヌ県在住の母方の祖母のもとで育てられた。この祖母は共産主義者で、ウエルベックが20歳のときに死去した。のちに筆名として採用した「ウエルベック」は、この母方の祖母の旧姓から取られている。
同県モーのアンリ・モアッサン中学校で寄宿生として過ごしたのち、1980年、
グランゼコールの国立パリ-グリニョン高等農業学校を卒業。同校は農業技官を育成するためのエリート校であり、過去の卒業生にアラン・ロブ＝グリエがいる。卒業後最初の結婚をし息子をもうけるが、やがて離婚。精神が不安定になりたびたび精神病院に入院するようになる。この頃に農業学校時代にはじめた詩作を再開し、1985年、『ヌーヴェル・レビュー』誌に自作の詩がはじめて掲載された。
1991年、10代のときに愛読していたラヴクラフトの伝記『H・P・ラヴクラフト 世界と人生に抗って』を出版。続けて2冊の詩集『生きてあり続けること』（1991年）、『幸福の追求』（1992年）を出版し、後者でトリスタン・ツァラ賞を受賞。この間にはコンピュータの管理者としてパリで働いていた。1994年、初の小説『闘争領域の拡大』をモーリス・ナドー社から出版し、カルト的な人気を得る。1998年、長編第一作『素粒子』を発表。強い性的コンプレックスを持つ男性高校教師と孤高の天才科学者という、対照的な異父兄弟の私的な物語を、量子論や遺伝子工学といった科学的知見を交え壮大なSF的枠組みの中で語るという異色の作品で、出版後フランスの読書界にセンセーションを起こし30ヶ国語に訳された。
その後中編小説『ランサローテ島』（2000年）を経て2001年に長編第二作『プラットフォーム』を出版。タイを舞台としたセックスツーリズム（売春観光）をテーマとした作品で、人権思想家やフェミスト、イスラム原理主義などへの攻撃的な文章が、アメリカ同時多発テロ事件と時期的に重なったこともあいまってスキャンダラスな話題作となった。2005年にはふたたびSF的な構想に挑戦した長編第三作『ある島の可能性』を刊行、著者自ら「自分の最高傑作」を自負した作品でこれもベストセラーとなる。ウエルベックは『素粒子』『プラットフォーム』『ある島の可能性』でそれぞれゴンクール賞にノミネートされながら受賞を逃していたが、2010年、架空の現代美術家の生涯を主題にした長編『地図と領土』によってこの賞を受賞した。この作品ではウエルベックが主要人物の一人として登場するほか、フランス語版ウィキペディアからの引用部分が剽窃に当たるとして訴えられたことでもメディアを騒がせた。
2015年1月7日、「2022年にムスリムがマリーヌ・ル・ペンを破ってフランス大統領となる」という近未来小説『服従』を発表したが、奇しくもその日にシャルリー・エブド襲撃事件が起きた。同日発売されていたシャルリー・エブドの一面には『2015年に私は歯を失い、2022年に私は断食をする』と言うウエルベックの戯画が掲載されていた。その上、ウエルベック自身がたびたびイスラム教を批判していたこともあって国内外で大きな反響を呼びフランス国内で60万部を超えるベストセラーになったが、彼の友人のエコノミスト、ベルナール・マリスが事件で殺害されたことを受け、ウエルベックは『服従』の広報活動を中止した。同年1月27日、ウエルベックは警察の保護下に入ったと伝えられている。その後、1月末にウエルベックは姿を現し、「我々には火に油を注ぐ権利がある」と発言した。
そして『服従』は、同年11月13日に発生したパリ同時多発テロ事件の背景を理解する上で貴重な視点を提供する作品と称されることとなった。同書は同年9月に日本でも発売された。
ウエルベックは著作活動のほか、自作の詩を用いた音楽活動なども行っており、これまでに3枚の音楽CDを出している。2008年には自作『ある島の可能性』をみずからの監督で映画化した。2019年オーストリア国家賞受賞。

## 日本語訳
- 『素粒子』 野崎歓訳、筑摩書房、2001年／ちくま文庫、2006年。ISBN 4480421777
- 『プラットフォーム』 中村佳子訳、角川書店、2002年／河出文庫、2015年。ISBN 4309464149
- 『闘争領域の拡大』 中村佳子訳、角川書店、2004年／河出文庫、2018年。
- 『ある島の可能性』 中村佳子訳、角川書店、2007年／河出文庫、2016年。ISBN 4309464173
- 『地図と領土』 野崎歓訳、筑摩書房、2013年／ちくま文庫、2015年。ISBN 4480433082
- 『ランサローテ島』 野崎歓訳、河出書房新社、2014年。ISBN 4309206514
- 『服従』 大塚桃訳、佐藤優解説、河出書房新社、2015年／河出文庫、2017年。ISBN 4309464408
- 『H・P・ラヴクラフト 世界と人生に抗って』スティーヴン・キング序文、星埜守之訳 国書刊行会 2017年
- 『ショーペンハウアーとともに』アガト・ノヴァック＝ルシュヴァリエ序文、澤田直訳 国書刊行会 2019年。ISBN 978-4-336-06355-7
- 『セロトニン』 関口涼子訳、河出書房新社、2019年／河出文庫、2022年。ISBN 4309467601
- 『ウエルベック発言集』  西山雄二・八木悠允・関大聡・安達孝信訳、白水社、2022年｡ ISBN 978-4-560-09458-7
- 『滅ぼす（上）』  野崎歓・齋藤可津子・木内尭訳、河出書房新社、2023年｡ ISBN 978-4-309-20887-9
- 『滅ぼす（下）』  野崎歓・齋藤可津子・木内尭訳、河出書房新社、2023年｡ ISBN 978-4-309-20888-6
- 『 わが人生の数か月　２０２２年１０月－２０２３年３月  』  木内尭訳、河出書房新社、2023年｡ ISBN 978-4309209067

## 著書

### 小説
- 闘争領域の拡大 (Extension du domaine de la lutte, 1994)
- 素粒子 (Les Particules élémentaires, 1998)
- ランサローテ島 (Lanzarote, 2000) ISBN 9782080679277
- プラットフォーム (Plateforme, 2001)
- ある島の可能性 (La possibilité d'une île, 2005)
- 地図と領土 (La carte et le territoire, 2010)
- 服従（Soumission, 2015）
- セロトニン (Sérotonine, 2019)
- 滅ぼす(Anéantir, 2022)

### 詩集
- 幸福の追求 (La Poursuite du bonheur, Éditions de la Différence, 1992, ISBN 9782290334553)
- 闘いの意味(Le Sens du combat, Flammarion, 1996. ISBN 9782080672698)
- ルネサンス (Renaissance, Flammarion, 1999. ISBN 9782080677532)

### エッセイ集、その他
- H・P・ラヴクラフト 世界と人生に抗って H. P. Lovecraft : Contre le monde, contre la vie (1991, Éditions du Rocher、ISBN 2268031829) - H. P.ラヴクラフトに関するエッセイ
- Rester vivant (Éditions de la Différence, 1991. ISBN 9782290334485) - エッセイ集
- Interventions (Flammarion、1998. ISBN 9782080676313) - エッセイ集
- ショーペンハウアーとともに En présence de Schopenhauer (2017, L'Herne、ISBN 978-2-85197-832-5) - ショーペンハウアーに関する論
- わが人生の数か月　２０２２年１０月－２０２３年３月 2023,Quelques mois dans ma vie : Octobre 2022 – Mars 2023 (2023, Flammarion、ISBN 978-2-08-043580-4) - エッセイ集

## 映像化
- 映画『闘争領域の拡大』 フィリップ・ハレル（フランス語版）監督 フランス、1999年
- 映画『素粒子』 オスカー・レーラー監督、ドイツ、2006年
- 映画『ある島の可能性』 ミシェル・ウエルベック監督、フランス、2008年